# Jacoona nigerrima
Jacoona nigerrima är en fjärilsart som beskrevs av Corbet 1948. Jacoona nigerrima ingår i släktet Jacoona och familjen juvelvingar. Inga underarter finns listade i Catalogue of Life.